# Herodias
Herodias ou Herodíade (ca. 15 a.C. — falecida depois de 39) foi uma neta de Herodes, o Grande e irmã de Herodes Agripa I, rei da Judeia.
Herodias era filha de Berenice e de Aristóbulo IV, filho de Herodes. Teve como primeiro marido Herodes Filipe, filho de Herodes com Mariana, filha do sumo-sacerdote Simão. Herodias e Herodes Filipe tiveram uma filha, Salomé. Contudo, Herodias separou-se deste marido para casar com outro meio-tio, Herodes Antipas; este para poder casar com Herodias, teve que se divorciar da sua primeira esposa, Fasélia, filha do rei nabateu Aretas IV. A união foi condenada por João Batista e gerou animosidade entre o povo, que acusou o casal de incesto.
Nos Evangelhos de Marcos e Mateus, a execução de João Baptista é atribuída à intervenção de Herodias e da sua filha Salomé. Durante uma festa de anos de Herodes Antipas, Salomé realizou uma dança que o entusiasmou ao ponto deste prometer dar-lhe o que ela quisesse. Salomé consultou então a mãe e pediu a cabeça de João Baptista. Herodes Antipas atendeu ao pedido e Salomé entregou a cabeça à sua mãe. O historiador judeu Flávio Josefo refere-se à morte de João Baptista, mas nada diz sobre o episódio do banquete nem sobre a actuação conjunta de Herodias e Salomé, fazendo de Antipas responsável pela morte de João.
Herodias teria incitado o seu marido a ir a Roma procurar uma dignidade semelhante à de Herodes Agripa I, que tinha servido Roma por menos tempo. Herodes Agripa enviou uma carta ao imperador Calígula na qual acusava Antipas de participar num plano para matar o imperador Tibério. Assim, em vez de o promover, Calígula ordenou o exílio de Herodes Antipas para o sul da Gália. A Herodias foi oferecida a possibilidade de não ser exilada e de manter os seus bens, mas esta recusou a proposta e acompanhou o marido para Lugduno dos Convenas (actual Saint-Bertrand-de-Comminges). 